# 基体

真核鞭毛的示意图。 1-轴丝，2-细胞膜，3-IFT（鞭毛内运输），4-基体，5-鞭毛的横切面，6-基体的三微管。

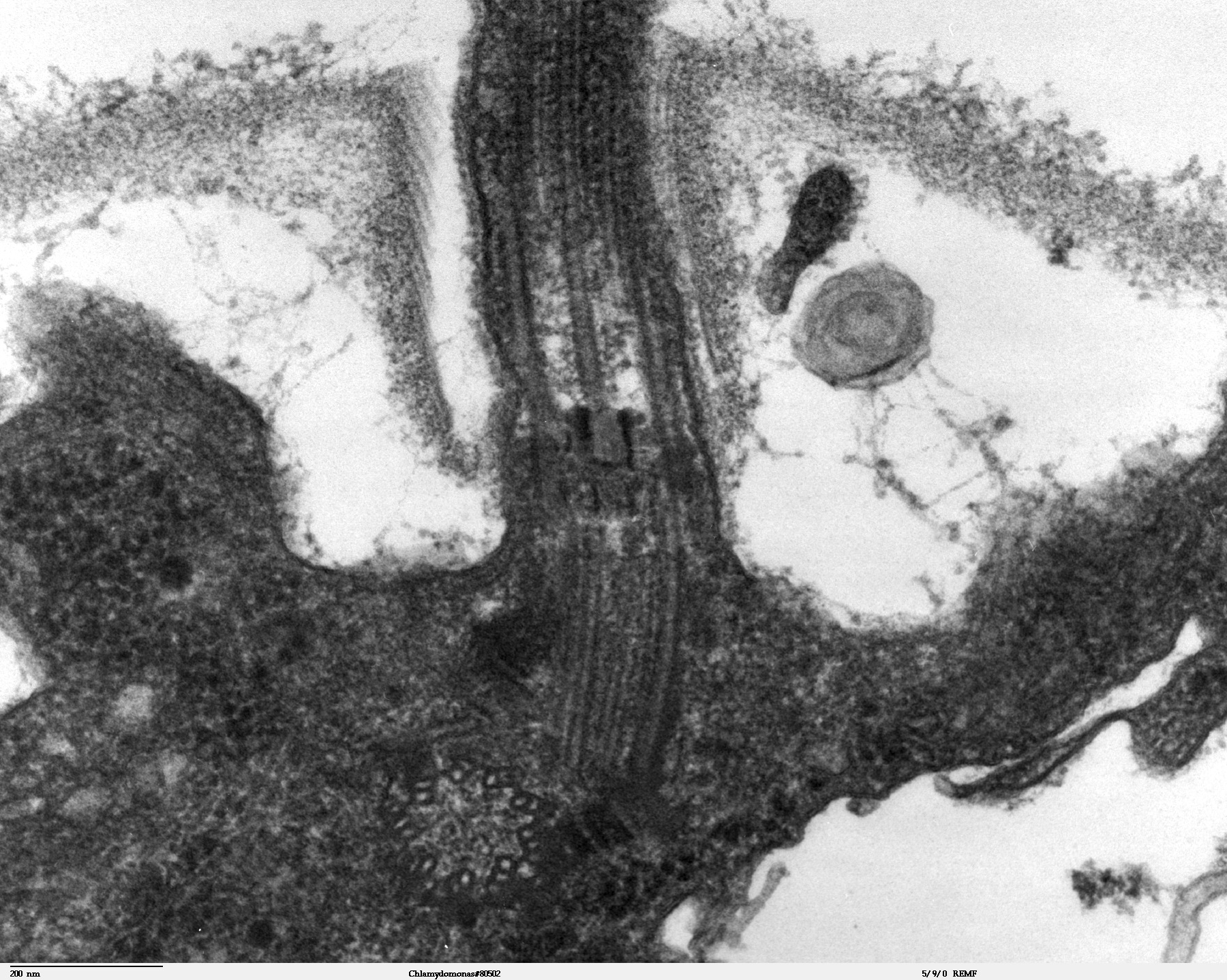
Longitudinal section through the flagella area in Chlamydomonas reinhardtii. In the cell apex is the basal body that is the anchoring site for a flagellum. Basal bodies originate from and have a substructure similar to that of centrioles, with nine peripheral microtubule triplets (see structure at bottom center of image).

基体（英語：kinetosome），又称毛基体，真核细胞的纤毛或鞭毛基底部由微管及其相关蛋白质构成的短筒状结构。与中心粒的结构十分相似，负责轴丝的生长和鞭毛与纤毛的合成。

## 结构
9个外围纤维在进入细胞质内形成一筒状结构，每根外围纤维变成3个亚纤维，成车轮状排列。而中心纤维在进入细胞质之前终止。基体向细胞内伸出纤维称为根丝体，终止在细胞核或其附近。基体的结构与中心粒相似，在细胞分裂时，基体也可起中心粒的作用。纤毛由于数量很多，在基体之间都有动纤丝相联，构成一个下纤列系统进行纤毛间的协调动作。

## 不同生物种类的基体
- 原生生物鞭毛及纤毛基端的膨大部分成圆筒形，构造基本与鞭毛或纤毛本身近似，但基本不包被细胞膜，无中央两条微管。
- 眼虫等鞭毛虫类的基体常以根丝体与胞核相连，可见鞭毛的活动受核的控制。某些种类在核分裂时，基体起着中心体的作用。
- 纤毛虫类的基体常称为动体。每一基体发出一条纤毛，在表膜下，基体整齐排列成行，相互间以原生特化形成的纤丝联系，传导冲动，协调纤毛的活动。
- 其他某些多细胞动物也有这种结构。